# Cerkiew św. Barbary w Milejczycach

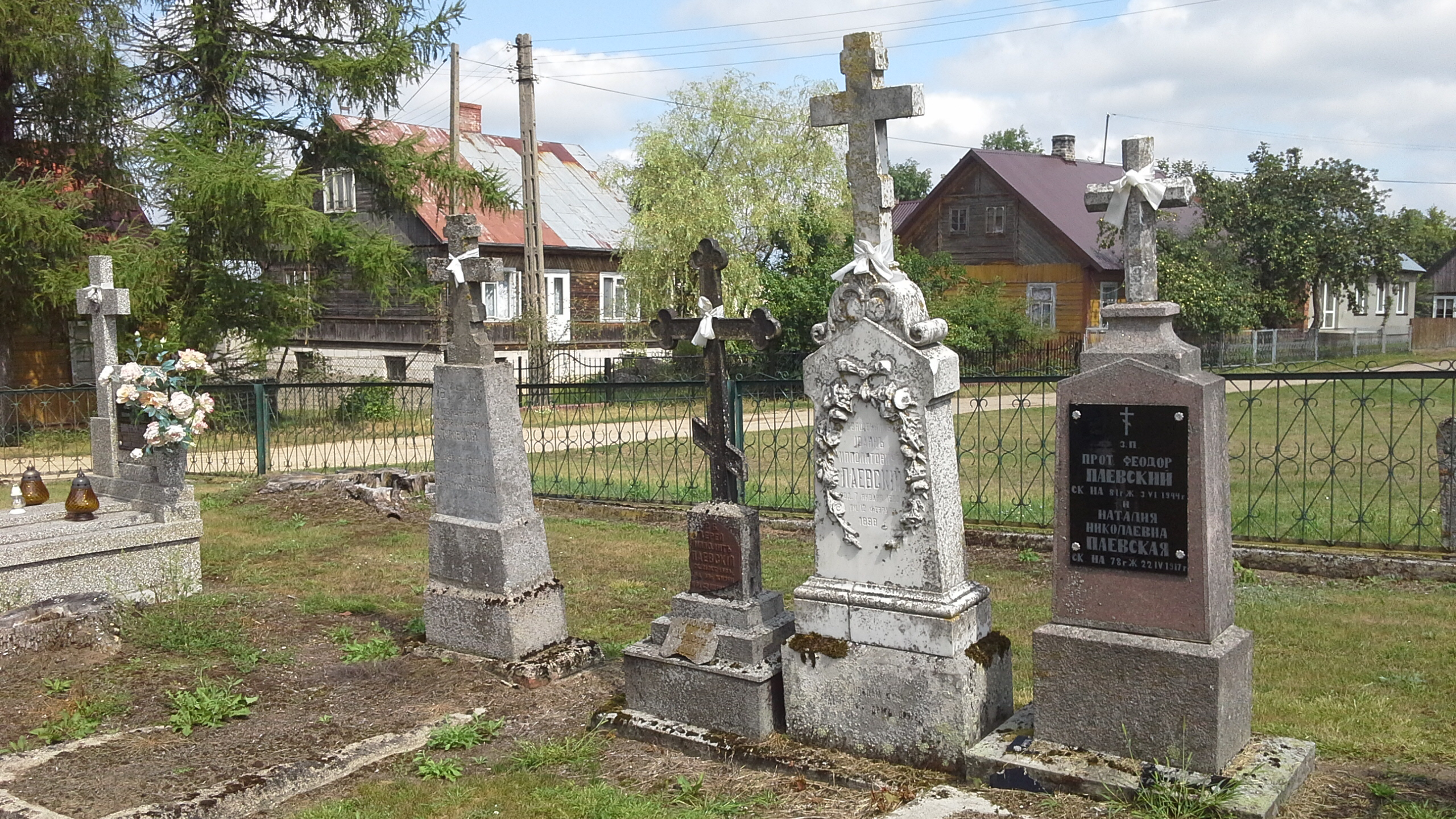
XIX- i XX-wieczne nagrobki duchownych z rodziny Pajewskich, służących w miejscowej parafii, położone na terenie cerkiewnym

Cerkiew św. Barbary – prawosławna cerkiew parafialna w Milejczycach. Należy do dekanatu Kleszczele diecezji warszawsko-bielskiej Polskiego Autokefalicznego Kościoła Prawosławnego.
Parafia prawosławna św. Barbary w Milejczycach z pewnością istniała na początku XVI stulecia. W kolejnym wieku przyjęła unię, mimo początkowego oporu miejscowego duchowieństwa i wiernych. W XVIII w. milejczycką cerkiew pod tym wezwaniem (w miejscowości była również cerkiew św. Mikołaja) opisano jako poważnie zniszczoną. W 1839, na mocy postanowień synodu połockiego, miejscowa parafia została włączona do Rosyjskiego Kościoła Prawosławnego. W 1859 cerkiew św. Barbary w Milejczycach uległa całkowitemu zniszczeniu w czasie pożaru. Nową cerkiew zbudowano w latach 1899–1900, od dnia oddania do użytku jest to świątynia parafialna.
Cerkiew jest szczególnym ośrodkiem kultu św. Barbary, w budynku znajduje się siedemnastowieczny wizerunek tej świętej.
Budowla położona jest przy ulicy św. Barbary, na otoczonym niskim, współczesnym ogrodzeniem placu. W sąsiedztwie budynku znajduje się kilka nagrobków i pojedyncze drzewa.

## Historia
Prawosławna parafia w Milejczycach istniała z pewnością na początku XVI w., w 1516 posiadała wolno stojącą cerkiew. W XVI w. w Milejczycach mógł funkcjonować również ośrodek prawosławnego życia mniszego. W 1529 król Zygmunt I Stary nadał dwóm świątyniom prawosławnym w tej miejscowości uposażenie i zagwarantował im swobodne funkcjonowanie (analogiczny przywilej otrzymał milejczycki kościół katolicki św. Stanisława)
W końcu XVI w. zdecydowana większość mieszkańców Milejczyc wyznawała prawosławie i negatywnie odniosła się do aktu unii brzeskiej. Miejscowy protopop Leontij uczestniczył w soborze przeciwników unii w Brześciu i podpisał się pod jego końcowym aktem. Mimo to najpóźniej w połowie XVII w. placówka duszpasterska należała już do unickiej diecezji włodzimiersko-brzeskiej.
W 1725 w protokole wizytacji unickiej parafii w Milejczycach zapisano, iż miejscowa drewniana cerkiew była w bardzo złym stanie, przez co proboszcza upomniano za niedbałość. Na wyposażeniu budynku pozostawało 19 „moskiewskich obrazów”, tj. ikon powstałych jeszcze przed unią brzeską.
Milejczycka świątynia pozostawała cerkwią unicką do synodu połockiego w 1839, gdy − podobnie jak wszystkie świątynie tego wyznania na Podlasiu − przeszła do Rosyjskiego Kościoła Prawosławnego. Istniała do 1859, gdy uległa zniszczeniu w pożarze Milejczyc.
Obecnie czynna cerkiew została zbudowana w latach 1899–1900. Świątynia funkcjonowała do 1915; w sierpniu tego roku prawosławni mieszkańcy wsi udali się na bieżeństwo. Cerkiewne dzwony wywieziono wówczas do Mińska, natomiast wyposażenie świątyni zakopano na miejscowym cmentarzu prawosławnym przy grobowcu ks. Aleksandra Bursy. Budynek został ponownie otwarty dla celów kultu religijnego po 1918 po powrocie prawosławnych. 
W dwudziestoleciu międzywojennym parafia milejczycka należała do diecezji warszawsko-chełmskiej, zaś po II wojnie światowej znalazła się w diecezji warszawsko-bielskiej, w dekanacie siemiatyckim. W 1951 do cerkwi uczęszczało 1278 osób. Do 1969 liczba ta spadła do 1209–1215 osób. W obydwu przypadkach parafia milejczycka była jedną z liczebniejszych w dekanacie: w 1951 piątą co do liczby członków, zaś w 1969 – drugą.
W 1980 budynek został wpisany do rejestru zabytków pod numerem 497.
W 2013 podjęty został kapitalny remont cerkwi, współfinansowany z funduszy unijnych, w wyniku którego m.in. przywrócono świątyni pierwotną barwę w miejsce dotychczasowej błękitnej. Wymieniono również dach i pozłocono cebulaste kopułki.

## Architektura

### Bryła budynku

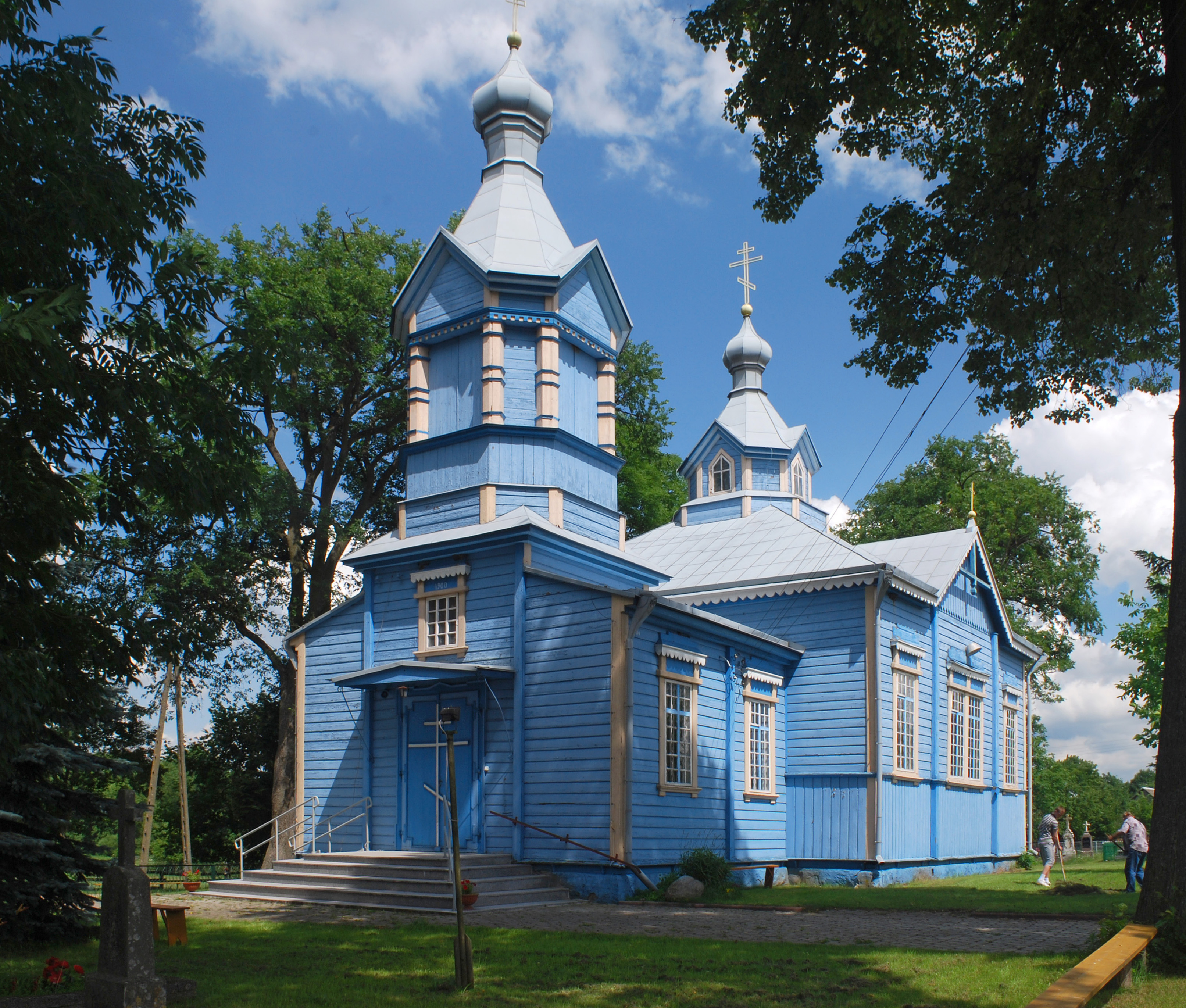
Widok cerkwi przed remontem

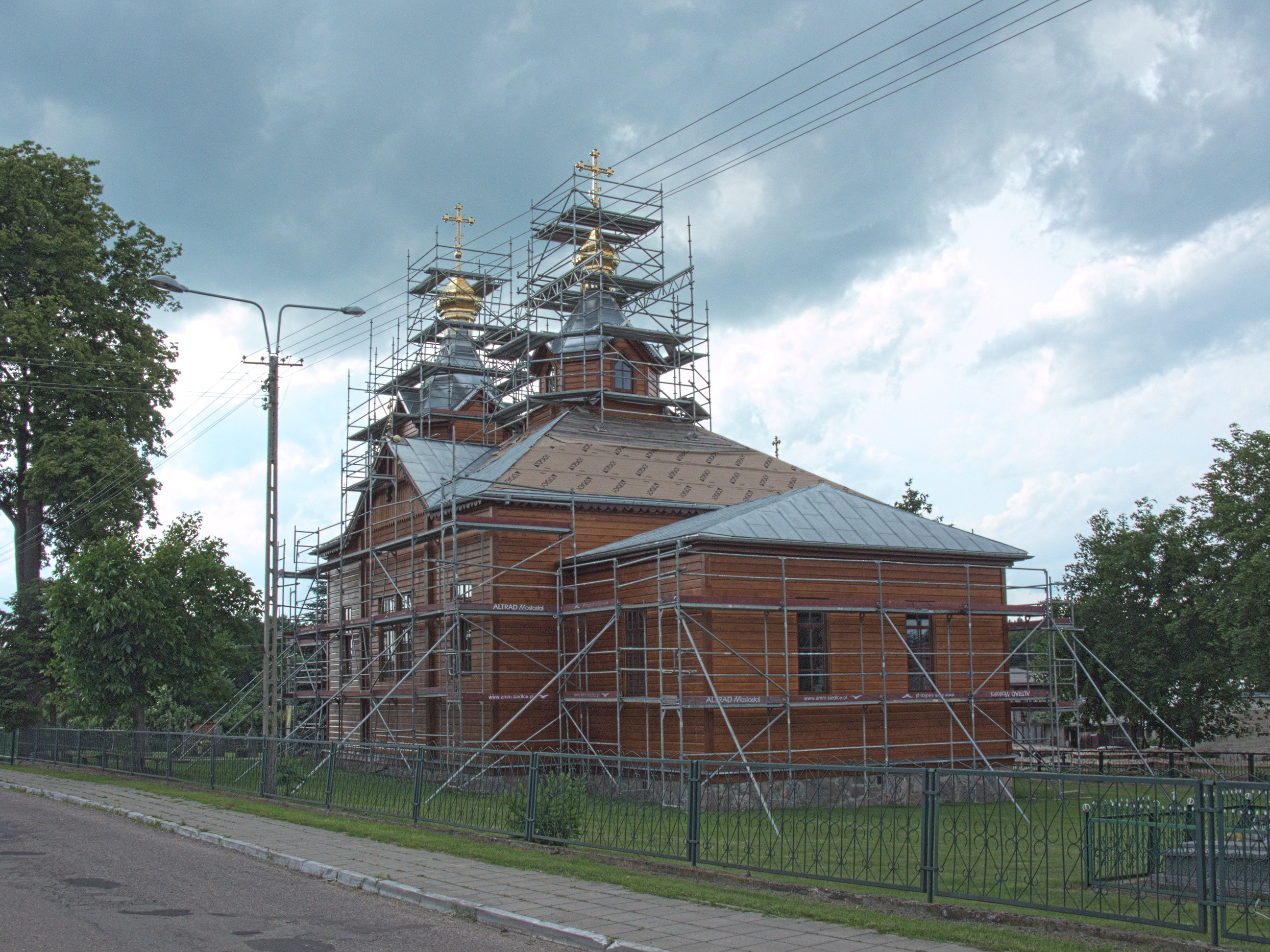
Świątynia w czasie remontu (2013)

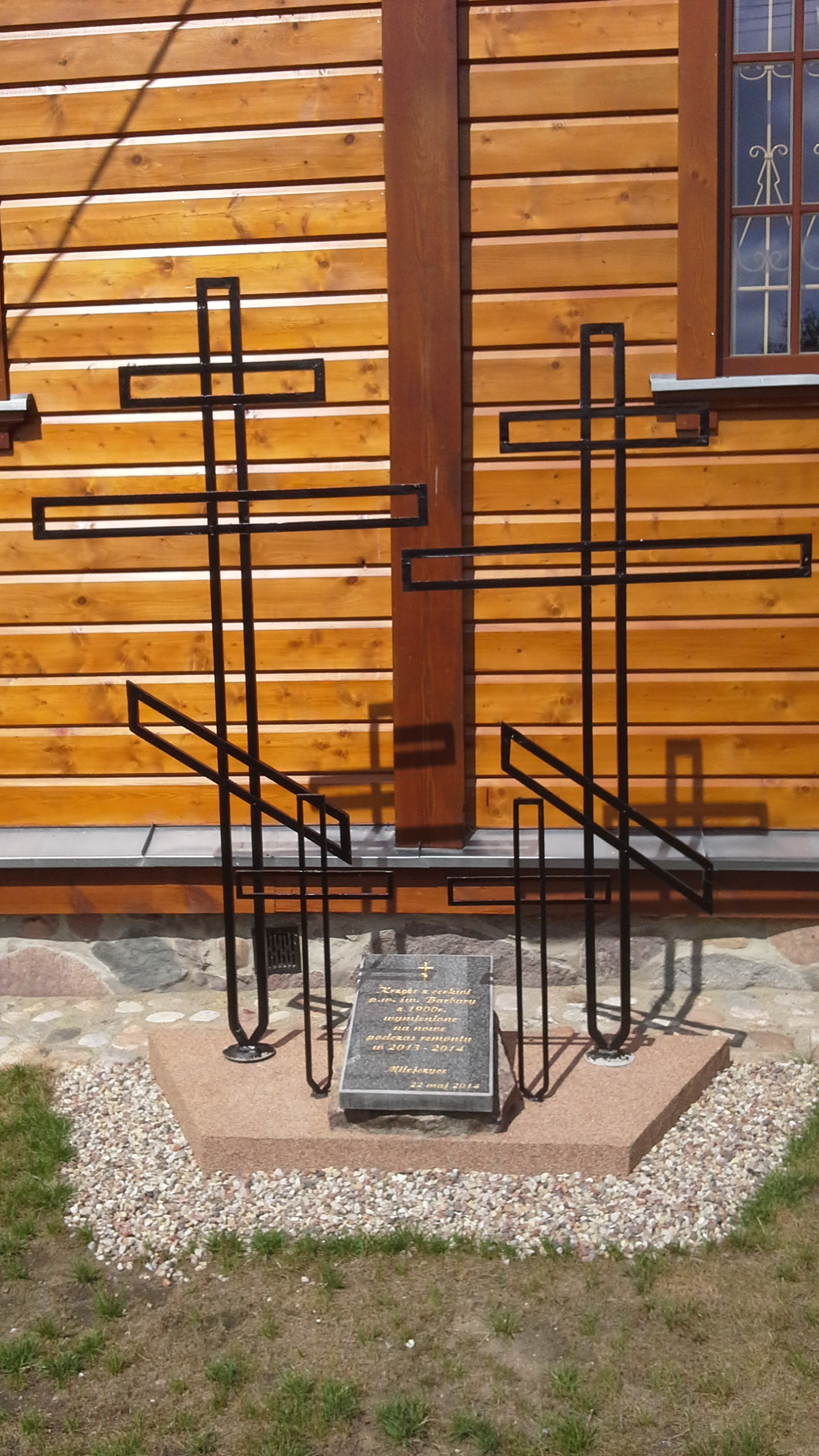
Krzyże znajdujące się pierwotnie na kopułach cerkwi, ustawione w jej sąsiedztwie w 2014

Jest to budynek drewniany, na podmurówce kamiennej, orientowany, o konstrukcji zrębowej wzmocnionej lisicami, szalowany. Do remontu w latach 2013–2014 był malowany z zewnątrz farbą olejną. Układ budowli jest trójdzielny. Cerkiew posiada kwadratową nawę oraz niższe od niej pomieszczenie ołtarzowe i przedsionek, oba wzniesione na planie kwadratu. Nad przedsionkiem wznosi się ośmioboczna wieża zwieńczona ostrosłupowym hełmem z cebulastą kopułką. Nad nawą zbudowany został bęben zwieńczony ośmioboczną wieżyczką z latarnią, na której znajduje się hełm ostrosłupowy, także z cebulastą kopułką. Dachy cerkwi są blaszane. Nad nawą znajduje się dach namiotowy, nad przedsionkiem – dwuspadowy, nad prezbiterium – również dwuspadowy. Okna świątyni są prostokątne.
Cerkiew położona jest na wydzielonym ogrodzeniem terenie, na którym poza nią znajduje się również kilka krzyży pamiątkowych i wotywnych oraz nagrobki duchowieństwa związanego z miejscową parafią i członków rodzin kapłanów. Po ukończeniu remontu w 2014 w sąsiedztwie świątyni ustawiono krzyże, które pierwotnie wieńczyły jej kopuły, a podczas renowacji zostały zastąpione nowymi.

### Wyposażenie wnętrza
Na wyposażeniu cerkwi pozostają dwa ikonostasy: główny, wykonany dla tej świątyni ok. 1900, oraz starszy z 1865, przeniesiony z cerkwi Świętego Ducha w momencie zwrotu budynku dawnego kościoła katolikom, ustawiony przy północnej ścianie budowli. W głównym ikonostasie znajdują się dwie starsze, siedemnastowieczne barokowe ikony świętych Barbary i Mikołaja ze scenami z żywota. W pomieszczeniu ołtarzowym cerkwi znajduje się osiemnastowieczny kiot wyrzeźbiony w stylu barokowo-klasycystycznym, z unickimi ikonami: Matki Bożej z Dzieciątkiem w typie Hodegetrii z XVII w. (przemalowywana na początku XX w.) oraz Immaculaty z końca XVIII w. W cerkwi znajdują się również inne ikony z okresu unickiego: dwie siedemnastowieczne ikony Chrystusa Pantokratora, obraz Trójcy Świętej z początku XIX w. oraz wizerunek Symeona Słupnika z końca w. XVIII. Z tego samego okresu pochodzą dwa obrazy typowo łacińskie: Wniebowzięcie Najświętszej Maryi Panny namalowane w stylu barokowym w II połowie XVIII w. oraz dziewiętnastowieczne Ukrzyżowanie. Prawosławne pochodzenie mają dziewiętnastowieczny wizerunek św. Mikołaja oraz kopia Żyrowickiej Ikony Matki Bożej.
Z II połowy XIX w. pochodzi przechowywana w cerkwi darochranitielnica z figurkami świętych Piotra i Pawła oraz aniołów, a także plakietami w podstawie, na których ukazano Złożenie do Grobu i Ostatnią Wieczerzę. Darochranitielnicę wieńczy gloria z emaliowanym medalionem ze sceną Zmartwychwstania. Z 1871 pochodzi neorenesansowy kielich, na którego stopie widnieją cztery medaliony z postaciami Chrystusa Pantokratora, Matki Bożej, św. Jana Chrzciciela oraz z wyobrażeniem Krzyża Pańskiego. Rok wcześniej powstała wykorzystywana w cerkwi łyżeczka. Wszystkie te przedmioty powstały w różnych pracowniach w Moskwie.
Starsze od naczyń liturgicznych są feretrony. Najstarszy z nich powstał około połowy XVIII w. Wstawiono do niego wizerunki świętych Barbary i Mikołaja. Drugi powstał w trzeciej ćwierci XVIII w., znajdują się w nim młodsze, XIX-wieczne ikony św. Barbary oraz Matki Bożej. Trzeci feretron jest dziełem ludowego twórcy z I połowy XIX w.. Znajduje się w nim ikona Matki Bożej z tego samego okresu oraz dwudziestowieczny wizerunek św. Mikołaja.
Na wyposażeniu cerkwi pozostają również trzy krucyfiksy ołtarzowe z XIX w.: srebrny, z elementami barokowymi, mosiężny, zdobiony plakietami z postaciami Ewangelistów, Jezusa Chrystusa oraz Boga Ojca (częściowo uszkodzone) oraz srebrny, wykonany w Moskwie w trzeciej ćwierci XIX w. W tym samym okresie powstały przechowywane w cerkwi korony ślubne, wykonane w stylu neobarokowym z medalionami, po cztery na każdej: Ukrzyżowania, Chrystusa, Matki Bożej i św. Konstantyna oraz Ukrzyżowania, Matki Bożej (w typie ikony „Znak”), św. Jana Teologa i św. Heleny.

### Ikona św. Barbary z Milejczyc
Od XVI w. w Milejczycach istniał szczególnie żywy kult św. Barbary. Według Grzegorza Sosny w miejscowej cerkwi musiała znajdować się ikona tej świętej, a niewskazanie jej w protokołach wizytacji z 1725 była przejawem celowego pomijania opisu prawosławnego obrazu. Katalog zabytków... wskazuje, iż w milejczyckiej świątyni znajduje się ikona św. Barbary z XVII w., a zatem już z okresu unickiego. Świętą ukazano na niej frontalnie, do kolan, z palmą męczeństwa w prawej dłoni i zwojem papieru z cerkiewnosłowiańską inskrypcją w prawej. Barbara ubrana jest w niebieską suknię i płaszcz barwy ugry, nosi koronę na głowie. Włosy świętej są rozpuszczone, twarz owalna, pociągła. Barbarę ukazano na złotym tle zdobionym motywami florystycznymi. Wizerunek męczennicy otaczają mniejsze wyobrażenia scen z jej życia.